# Eugen Landau

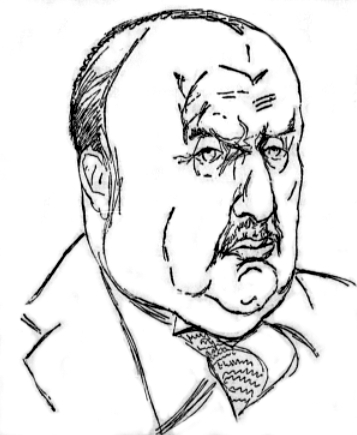
Porträtzeichnung, 1929

Eugen Freiherr von Landau (* 17. März 1852 in Breslau; † 19. Februar 1935 in Berlin) war ein deutscher Bankier, Industrieller und Philanthrop.

## Familie
Eugen Landau war der Sohn von Jacob von Landau und Rosalie, geborene Ledermann. Er heiratete Anna Sobernheim, geborene Magnus. Sie war die Witwe von Adolph Sobernheim. Seine Stiefkinder waren Walter Sobernheim, Curt Sobernheim, Moritz Sobernheim und Frieda Sobernheim, die den Industriellen Georg Hahn heiratete.

## Leben
Eugen Landau besuchte das Realgymnasium in Breslau. Zum Studium ging er nach Berlin und Bern. In Bern schloss er sich dem Corps Rhenania Bern an, das ihn im Jahre 1873 rezipierte. Nach einer Lehre bei der Mitteldeutschen Creditbank sowie dem Bankhaus L. Behrens & Söhne trat er als Teilhaber in die Privatbank seines Vaters Jacob Landau in Berlin und Breslau ein.
Nach dem Tod des Vaters übernahm Eugen Landau ab 1882 das väterliche Bankgeschäft, welches er 1898 im Zuge der Börsenkrise in die Nationalbank für Deutschland einbrachte, deren Aufsichtsratsvorsitzender er für zwei Jahrzehnte wurde. Anfang 1929 wirkte Landau besonders beim Zusammenschluss der Commerz- und Privatbank mit der Mitteldeutschen Creditbank mit.
Er war Leiter und Begründer zahlreicher Bank- und Industrieunternehmen und seit 1875 spanischer Generalkonsul. Im Ersten Weltkrieg war er Rittmeister im Kürassier-Regiment „Graf Gessler“ (Rheinisches) Nr. 8 in Deutz und erreichte mit Major d. R. einen Rang wie kein anderer Nichtgetaufter.
Er war u. a. aktiv im Bahnbau, als Mitgründer der AEG und der Schultheiss-Brauerei (zuvor Patzenhofer), der zu ihrer Zeit größten Brauerei der Welt. Er war zwei Jahrzehnte Aufsichtsratsvorsitzender der Berliner Hotelgesellschaft „Kaiserhof“.
Als Philanthrop war er Mitgründer des Hilfsvereins der deutschen Juden, förderte er die Jüdische Altershilfe, das Auerbachsche Waisenhaus, die Invalidenbank und war Präsident des Pro-Palästina-Komitees. 1878 wurde er Mitglied der Gesellschaft der Freunde.
Den seinem Vater in Sachsen-Coburg-Gotha im Jahr 1881 verliehenen erblichen Adelstitel durfte er in Preußen nicht führen.

## Auszeichnungen
- Kronenorden II. Klasse
- Großkreuz des Königlichen Spanischen Isabella-Ordens
- Stern zum Königlichen Spanischen Ordens Karls III.
- Kommandeur des Verdienstordens vom Heiligen Michael
- Herzoglich Sachsen-Ernestinischer Hausorden
- Portugiesische Villa-Viscosa
- Griechischer Erlöser-Orden
- Goldene Medaille der Industrie- und Handelskammer Berlin, anlässlich seines 80. Geburtstages